# Friese Persprijs
De Friese Persprijs is een Nederlandse prijs, die ieder jaar wordt toegekend aan een persoon of een organisatie die in het Friese nieuws heeft gestaan "zonder daarbij de pers te schuwen".
De Friese Persprijs werd in 1965 ingesteld bij de oprichting van de Vereniging van Friese Journalisten, de prijs werd dat jaar nog niet uitgereikt. De prijs wordt toegekend door een jury, die wordt benoemd door de Vereniging van Friese Journalisten (VFJ). De uitreiking vindt plaats op het Friese Persbal, waaruit halverwege de jaren zestig de oprichting van de Vereniging van Friese Journalisten voortkwam. Tussen 2008 en 2012 werd de prijs niet meer uitgereikt.

## Winnaars
- 2014: Baukje de Vries, oud-voorzitter afdeling Fryslân van Koninklijke Horeca Nederland. Ze verloor dat jaar bij de grote brand op De Kelders in Leeuwarden al haar persoonlijke bezittingen maar stond de media desondanks keer op keer te woord
- 2013: Jan Wagenaar en Sjoerd Hoekstra, voorzitters van dorpsbelangen Zwaagwesteinde en Oudwoude
- 2012: Wiebe Wieling, voorzitter Koninklijke Vereniging De Friesche Elf Steden
- 2007: Doutzen Kroes, model, geboren te Oostermeer, ambassadeur van de actie Praat mar Frysk
- 2006: Roy Wesseling, trainer van SC Cambuur
- 2005: Anita Andriesen, lid van Gedeputeerde Staten van Friesland voor de Partij van de Arbeid
- 2004: Karel Helder, wethouder van de gemeente Wonseradeel
- 2003: Jelke Nijboer, directeur van de school van de ontvoerde Lusanne van der Gun
- 2002: F.F.J. Bernlef, studentenvereniging uit Groningen, makers van een alternatieve Kameleon-film
- 2001: Roel Cazemier, burgemeester van Dongeradeel
- 2000: Gryt van Duinen, journaliste bij Omrop Fryslân en 'geweten' van Simmer 2000
- 1999: Wim en Hans Anker, advocaten
- 1998: Wim van Krimpen, directeur Fries Museum
- 1997: Ids Postma, schaatser
- 1996: Henk Kroes, voorzitter Friesche Elf Steden en directeur It Fryske Gea;
- 1995: Foppe de Haan, Nes, trainer SC Heerenveen;
- 1994: Bob Nuys, directeur/hoofdredacteur Friesch Dagblad;
- 1993: Peter te Nuyl, artsitiek leider Tryater;
- 1992: Henk Hornstra, voorzitter It Fryske Gea;
- 1991: Alex Brinksma, voorzitter Sintrale Kommisje Skûtsjesilen;
- 1990: Hero Werkman, raadslid en later wethouder van Weststellingwerf;
- 1989: Dick en Tiny Venema, ouders van Jolanda, die werd vastgebonden in een tehuis;
- 1988: Klaas Dankert, Sint Annaparochie, gedeputeerde;.
- 1987: George Visser, Terschelling, bestrijder van ijbereb op Spitsbergen;
- 1986: Dieuwke de Graaff-Nauta, Sneek, gedeputeerde, staatssecretaris en minister;
- 1985: Jan Sipkema, Sneek, voorzitter Friesche Elf Steden.
- 1984: Hans Visser, Maassluis en Anne Wadman, Sneek, schrijvers van de biografie van Simon Vestdijk;
- 1983: Hilbert van der Duim, Heerenveen, schaatser;
- 1982: Anton Visser, burgemeester Vlieland, na knoeien met stemmen bij verkiezingen;
- 1981: Froulju Haulerwyk, voor hun strijs voor openhouden fabriek;
- 1980: Rinse Zijlstra, zuivelvoorman, later burgemeester;
- 1979: Sible de Boer, voor strijd om alternatoeve Deltadijk waddenzee;
- 1978: Sake van der Ploeg, vakbondsbestuurder en politicus;
- 1977: Luitzen Stellingwerf, ruilverkavelingscommissie;
- 1976: drs. Stef de Haas, raadslid en later wethouder Bolsward;
- 1975: Jan Haagsma, ontdekker botulisme;
- 1974: Wim Duisenberg, minister fan financiën, letter president van de De Nederlandsche Bank en president Europese Centrale Bank;
- 1973: Koningin Juliana
- 1972: Cees van Eysinga, dominee en kamerheer koningin Juliana, voorzitter Frysk Paarden Stamboek;
- 1971: Roel Oostra, theater De Lawei in Drachten
- 1970: Geke Faber-Hornstra
- 1969: C. van der Burgt;
- 1968: Hendrik van der Wielen;
- 1967: Jelle Zijlstra
- 1966: Jacob Ritzema van Ikema van de Condensfabiek die een dubbele dam naar Ameland wilde aanleggen;
- 1965: instellen van de Friese Persprijs.